# 対馬市立鶏鳴小学校
対馬市立鶏鳴小学校（つしましりつ けいめいしょうがっこう, Tsushima City Keimei Elementary School）は長崎県対馬市美津島町雞知（けち）にある公立小学校。

## 概要
歴史
創立は1873年（明治6年）12月。翌1874年（明治7年）に文部省によって正式に認可された「第五大学区第四中学区二十八番小学雞知村学校」を前身とする。2023年（令和5年）に創立150周年を迎えた。
校名「鶏鳴」の由来
1896年（明治29年）11月24日に小松宮彰仁親王が当時の雞知尋常小学校を訪問したことが、雞知から鶏鳴への校名改称のきっかけとなった。もともと雞知という地名は神功皇后にまつわる故事が由来となっている。その故事とは「神功皇后が新羅国を征伐した後、対馬に立ち寄り黒瀬の城嶽（しろだけ）に登り、四方を眺めた際、遠方から鶏の鳴き声が聞こえて人家の場所を知り、その場所を訪れた際に雞知（けち）と名付けた」というものであった。当時の鶴校長がこの故事の「鶏が鳴く」という部分から「鶏鳴」という校名を考案・申請をし、翌1897年（明治30年）に「鶏鳴尋常小学校」への改称が実現した。
校区
住所表記で対馬市美津島町の後に「雞知（けち）、洲藻（すも）、竹敷（たけしき）、黒瀬（くろせ）、昼ヶ浦（ひるがうら）、根緒（ねお）、箕形（みかた）、吹崎（ふくざき）」の続く地域。中学校区は対馬市立雞知中学校。

## 沿革
- 1873年（明治6年）12月1日 - 雞知村日向橋北側に校舎を設置の上開校。当初は柚谷弥太郎が教育にあたる。
- 1874年（明治7年）6月1日 - 「第五大学区第四中学区（大船越学区）二十八番小学雞知村学校」の開校が文部省によって正式認可される。
- 1876年（明治9年）- 「大船越学区雞知小学校」に改称。
- 1884年（明治17年）10月1日 - 「雞知学区公立中等雞知小学校」に改称。分校16校[4]を管轄。
- 1886年（明治19年）7月1日 - 小学校令により、簡易科を設置の上「雞知学区簡易雞知小学校」に改称。
- 1889年（明治22年）- 採の谷に移転。
- 1891年（明治24年）- 尋常科（修業年限4ヶ年）を設置の上、「雞知学区尋常雞知小学校」に改称。
- 1894年（明治27年）- 「雞知尋常小学校」に改称（「尋常」の位置が変わる）。
- 1895年（明治28年）- 白江山麓（住吉神社下）に移転。
- 1896年（明治29年）- 小松宮彰仁親王が来校。（校名を「雞知」から「鶏鳴」に変更するきっかけとなる。）
- 1897年（明治30年）- 校名を「鶏鳴尋常小学校」に改称。
- 1902年（明治35年）- 白江高等小学校が開校。
- 1908年（明治41年）4月1日
  - 義務教育期間が尋常科4年から尋常科6年に延長（尋常科5・6年を新設）。
  - 白江高等小学校を統合し（高等科を併置し）、「鶏鳴尋常高等小学校」に改称（尋常科6年・高等科2年）。
  - 島嶼町村制施行により、下県郡雞知村が発足し、雞知村立の小学校となる。
- 1921年（大正10年）- 雞知実業補習学校を併置。
- 1928年（昭和3年）- 今里尋常小学校を統合し、今里分教場とする。
- 1932年（昭和7年）4月1日 - 雞知村が竹敷村を編入する。
- 1933年（昭和8年）- 竹敷尋常小学校を統合し、竹敷分教場とする。竹敷尋常小学校尾崎分教場を廃止し、今里分教場に統合。
- 1939年（昭和14年）- 雞知甲1208番地に校舎を建設し移転。雞知実業補習学校との併設を解消[5]。
- 1940年（昭和15年）10月17日 - 雞知村の町制施行により、雞知町が発足。これに伴い「雞知町立雞知尋常高等小学校」に改称。
- 1941年（昭和16年）4月1日 - 国民学校令により、「雞知町立雞知国民学校」に改称（校名から「鶏鳴」が消える）。尋常科を初等科に改称（初等科6年・高等科2年）。
- 1942年（昭和17年）- 大講堂を新築。
- 1947年（昭和22年）
  - 2月28日
    - 竹敷分教場が分離の上、雞知町立竹敷国民学校に改称。（同年4月には雞知町立竹敷小学校・中学校となる。）
    - 今里分教場が分離の上、雞知町立今里国民学校に改称。（同年4月には雞知町立今里小学校・中学校となる。）
    - 吹崎分教場が移管の上、雞知町立今里国民学校吹崎分教場に改称。

  - 4月1日 - 学制改革（六・三制の実施）
    - 旧・国民学校の初等科を改組し、「雞知町立鶏鳴小学校」（校名に「鶏鳴」が復活）とする。
    - 旧・国民学校の高等科と高等実業青年学校を改組し、雞知町立雞知中学校（新制中学校）とし、高等実業青年学校に併設。
- 1955年（昭和30年）3月1日 - 雞知町と船越村が合併し、美津島町が発足したことにより「美津島町立鶏鳴小学校」に改称。
- 1956年（昭和31年）4月 - 鶏鳴幼稚園（ひよこ園）を併設。
- 1962年（昭和37年）6月18日 - 鶏鳴幼稚園が採の公に移転。
- 1966年（昭和41年）4月1日 - 特殊学級（現・特別支援学級）を設置。
- 1967年（昭和42年）- 創立100周年記念式典を挙行。
- 1969年（昭和44年）4月1日 - 雞知町立竹敷小学校昼ヶ浦分校を統合。
- 1975年（昭和50年）
  - 7月 - 住吉神社の山を造成し、鉄筋コンクリート造3階建て新校舎が完成。
  - 8月23日 - 新校舎への移転を完了。
- 1977年（昭和52年）4月1日 - 美津島町立竹敷小学校を統合。
- 2004年（平成16年）3月1日 - 対馬市の発足により、「対馬市立鶏鳴小学校」（現校名）に改称。

旧・竹敷小学校
- 1874年（明治7年）6月1日 - 「第五大学区第四中学区（大船越学区）二十七番小学黒瀬学校」の開校が文部省によって正式に認可される。士族・畑島平兵衛が当初教育にあたる。
- 1884年（明治17年）10月1日 - 「雞知学区公立中等雞知小学校下等竹敷分校」・「雞知学区公立中等雞知小学校黒瀬分校」が設置される。
- 1886年（明治19年）
  - 竹敷に水雷敷設部が設置。10年後の1896年（明治29年）には竹敷要港部に昇格するなど、この時期から竹敷地区の人口が増加していく。
  - 小学校令により、簡易科を設置し「雞知学区簡易竹敷小学校」・「雞知学区簡易黒瀬小学校」と改称。
- 1891年（明治24年）- 尋常科（修業年限4ヶ年）を設置し「雞知学区尋常竹敷小学校」に改称。黒瀬小学校を統合。
- 1983年（明治26年）- 新校舎が完成。
- 1894年（明治27年）- 「竹敷尋常小学校」に改称（「尋常」の位置が変わる）。
- 1902年（明治35年）
  - 4月 - 高等科を併置し、「竹敷尋常高等小学校」に改称（尋常科4年・高等科2年）。
  - 10月 - 校舎を改築。
- 1904年（明治37年）11月1日 - 大船越尋常小学校から島山分教場が移管される。
- 1905年（明治38年）9月25日 - 昼ヶ浦分教場を設置。生徒数増加により校舎が間に合わず、尋常科1・2年生で二部授業を実施。
- 1908年（明治41年）4月1日
  - 義務教育期間が尋常科4年から尋常科6年に延長されたため、高等科を廃止し、尋常科5・6年を新設。再び「竹敷尋常小学校」となる。
  - 島嶼町村制施行により、下県郡竹敷村が発足し、竹敷村立の小学校となる。
- 1909年（明治42年）6月18日 - 旧士卒集会所の校舎使用が許可される。
- 1917年（大正6年）6月8日 - 島山分教場の新校舎が完成。
- 1918年（大正7年）3月31日 - 昼ヶ浦分教場を廃止し、本校に統合。
- 1920年（大正9年）1月27日 - 竹敷農業補習学校が併置される。
- 1923年（大正12年）8月31日 - 校舎の修理を行い、校舎を増築（同年12月17日完成）。
- 1928年（昭和3年）4月1日 - 尾崎尋常小学校を統合し、尾崎分教場とする。
- 1937年（昭和7年）3月31日 - 竹敷村が雞知村に編入され、雞知村立の小学校となる。
- 1938年（昭和8年）
  - 5月 - 尾崎分教場を廃止。同年7月11日に鶏鳴尋常高等小学校今里分教場へ移管。
  - 7月31日 - 統合により、「雞知村立雞知尋常高等小学校 竹敷分教場」となる。
- 1940年（昭和15年）10月17日 - 雞知村が町制施行し、雞知町となったことにより、「雞知町立鶏鳴尋常高等小学校 竹敷分教場」に改称。
- 1941年（昭和16年）4月1日 - 国民学校令により、「雞知町立雞知国民学校 竹敷分教場」に改称。
- 1947年（昭和22年）
  - 2月28日 - 雞知国民学校から分離し、「雞知町立竹敷国民学校」として独立（初等科6年・高等科2年）。
  - 4月1日 - 学制改革（六・三制の実施）
    - 旧・竹敷国民学校の初等科が改組され、「雞知町立竹敷小学校」となる。
    - 旧・竹敷国民学校の高等科が改組され、雞知町立竹敷中学校（新制中学校）となり、小学校に併設される。
- 1950年（昭和25年）4月1日 - 雞知町立竹敷中学校が雞知町立雞知中学校に統合されたことにより、併設を解消の上、小学校単独校となる。
- 1951年（昭和26年）4月13日 - 昼ヶ浦分校を設置。
- 1952年（昭和27年）10月 - 新校舎が完成し、10月26日に移転を完了。
- 1955年（昭和30年）
  - 2月15日 - 季節[6]幼稚園を開設。
  - 3月1日 - 美津島町の発足により、「美津島町立竹敷小学校」に改称。
- 1959年（昭和34年）- 季節幼稚園を1年間通年とする。
- 1961年（昭和36年）4月1日 - 昼ヶ浦分校の3年生が本校に通学するようになる。
- 1969年（昭和44年）4月1日 - 昼ヶ浦分校が美津島町立鶏鳴小学校に統合され閉校。
- 1977年（昭和52年）4月1日 - 本校も美津島町立鶏鳴小学校に統合され閉校。

## アクセス
最寄りのバス停
- 対馬交通 「雞知」バス停

最寄りの空港
- 対馬空港

最寄りの国道・県道
- 国道382号
- 長崎県道24号厳原豆酘美津島線

## 周辺
- 対馬市立雞知中学校
- 対馬市立鶏鳴幼稚園
- 対馬市美津島行政サービスセンター（旧・美津島地域活性化センター, 旧・美津島町役場）
- 美津島文化会館・美津島体育館（にわとり体育館）
- 鶏知郵便局
- 対馬南警察署美津島警察官駐在所（旧・美津島交番）
- 中対馬病院
- 白嶽法寺院
- 真照寺
- 大徳寺